# Ricordea florida
Ricordea florida is een Corallimorphariasoort uit de familie van de Ricordeidae. De wetenschappelijke naam van de soort is voor het eerst geldig gepubliceerd in 1860 door Duchassaing & Michelotti.